# Axel Wahlberg
Pour les articles homonymes, voir Wahlberg.
Axel Wahlberg, né le 17 octobre 1941 et mort le 6 novembre 1961 à Stockholm, Suède, est un escrimeur suédois. Il pratiquait l'épée en compétition. Il compte parmi les escrimeurs mortellement blessés lors d'un tournoi d'escrime.

## Carrière
Junior prometteur, médaillé d'argent aux championnats du monde junior de Duisburg le 1er avril 1961, entouré par ses compatriotes Hans Lagerwall et Orvar Lindwall. Tous trois sont sélectionnés en équipe nationale la même année. La jeune équipe suédoise est médaillée de bronze aux championnats du monde derrière l'Union soviétique et la France en juillet.
Le 5 novembre 1961, un accident survenu lors d'une compétition à Turku, en Finlande, met fin à la vie du jeune Wahlberg, touché au cerveau par la lame d'un adversaire, en dépit des protections de rigueur. Transporté à l'hôpital en urgence, il décède le 6 novembre, lendemain du drame, aux alentours de six heures du matin, à l'âge de tout juste vingt ans.

## Palmarès
- Championnats du monde d'escrime
  -  Médaille de bronze par équipes aux championnats du monde d'escrime 1961 à Turin